# احمد حسین سنگر دوست
احمد حسین سنگر دوست (زاده: ۱۳۴۲، ولایت میدان وردک) سیاست‌مدار افغانستانی و نماینده مردم وردک در دوره پانزدهم مجلس نمایندگان افغانستان است.

## زندگی‌نامه
احمد حسین سنگر دوست متولد ۱۳۴۲ از ولایت میدان وردک افغانستان است. وی دارای تحصیلات تا مقطع متوسطه است.